# Rutenosaure
El rutenosaure (Ruthenosaurus russellorum) és una espècie extinta de sinàpsid de la família dels casèids que visqué durant el Permià inferior en allò que avui en dia és l'Europa occidental. Se n'han trobat restes fòssils a l'Avairon (França). Es tracta de l'única espècie del gènere Ruthenosaurus. Era un casèid gros. El nom genèric Ruthenosaurus significa ‘llangardaix rutè’ i es refereix a la tribu gal·la que vivia a la comarca de Rodés, mentre que el nom específic russellorum fou elegit en honor dels paleontòlegs Denise Sigogneau-Russell i Donald E. Russell.